# Nimtitz
Nimtitz ist ein Ortsteil der sächsischen Gemeinde Käbschütztal im Landkreis Meißen.

## Geographie
Nimtitz befindet sich westlich der Kreisstadt Meißen auf etwa 200 Metern über Normalhöhennull. Östlich des Ortes fließt der Kagener Ketzerbach, der bei Kaisitz entspringt und über Käbschütz und Ketzerbach bei Zehren in die Elbe mündet. Gemeindestraßen führen in umliegende Dörfer.
An die Gemarkung Nimtitz grenzen im Norden Kleinkagen, im Osten Mohlis, im Süden und Südosten Tronitz, im Südwesten Sornitz und im Westen Käbschütz. Alle Umliegenden Dörfer sind Ortsteile der Gemeinde Käbschütztal.
Ergänzt wird Nimtitz durch zwei abseits gelegene Anwesen an der früheren Meißen – Lommatzscher Straße. Oberhalb eines tiefen Hohlweges steht das Gasthaus Blaue Schürze mit einer hohen Linde vor seinem Westgiebel und mit der Jahreszahl 1785 im Haustürschlussstein. Etwa 500 Meter westlich und nur wenig höher liegt ein weiterer Vierseithof.

## Geschichte
Der Ort wurde erstmals im Jahr 1205 als Nimotitz urkundlich erwähnt, was so viel wie Leute des Slawen Nemota bedeutet. Im 15. Jahrhundert kann in Nimtitz ein Allodium (Vorwerk) nachgewiesen werden. Der Ort gehörte ab Mitte des 16. Jahrhunderts zum Erbamt Meißen, später zum gleichnamigen Amt und Gerichtsamt. Die Grundherrschaft übten anteilig die Rittergüter Niederjahna und Hirschstein aus. Durch die Sächsische Landgemeindeordnung von 1838 erhielt Nimtitz den Status einer Landgemeinde und wurde selbstständig.
Um das Sackgassendorf Nimtitz erstreckte sich 1900 eine 135 Hektar große Block- und Streifenflur, die die Bewohner landwirtschaftlich nutzten. Kirchlich war Nimtitz ins Kloster St. Afra gepfarrt und gehört noch heute zur dortigen Kirchgemeinde. Die Eigenständigkeit der Gemeinde endete am 1. November 1935 mit dem Zusammenschluss der Gemeinden Groß- und Kleinkagen, Kaisitz, Mohlis, Nimtitz, Priesa, Pröda und Tronitz zur neuen Gemeinde Kagen. Nach dem Ende des Zweiten Weltkrieges wurde Nimtitz Teil der Sowjetischen Besatzungszone und später der DDR. In der Kreisreform 1952 erfolgte eine Neugliederung des Landes. Kagen und seine Ortsteile wurden dem Kreis Meißen im Bezirk Dresden zugeschlagen. Es folgten ab dem 1. Januar 1969 zwei Gemeindefusionen im Tal der Käbschütz. Zuerst schloss sich Kagen mit der Gemeinde Jahna und ihren Ortsteilen zu Jahna-Kagen zusammen. Diese Gemeinde vereinigte sich zum 1. März 1974 mit Löthain zu Jahna-Löthain.
Nach Wende und Wiedervereinigung wurde Nimtitz Teil des neugegründeten Freistaates Sachsen. In der Kreisreform 1994 wurde der Landkreis Meißen-Radebeul (ab 1996 Landkreis Meißen) aus dem alten Gebiet des Kreises Meißen und Teilen des Kreises Dresden-Land gebildet, dem Nimtitz bis 2008 angehörte. Ebenfalls 1994 vereinigten sich Jahna-Löthain, Krögis und Planitz-Deila zur neuen Großgemeinde Käbschütztal mit 37 Ortsteilen. Diese Gemeinde ist seit dem 1. August 2008 Teil des in der Kreisreform Sachsen 2008 aus Landkreis Meißen und Landkreis Riesa-Großenhain gebildeten dritten Landkreises Meißen.
Ein Häusleranwesen in Nimtitz ist heute als Kulturdenkmal eingestuft.

### Entwicklung der Einwohnerzahl
| Jahr | Einwohnerzahl                 |
| ---- | ----------------------------- |
| 1551 | 10 besessene Mann, 9 Inwohner |
| 1764 | 5 besessene Mann, 7 Häusler   |
| 1834 | 95                            |
| 1871 | 86                            |
| 1890 | 88                            |
| 1910 | 100                           |
| 1925 | 85                            |
| 1989 | 55                            |